# William Burnside
Pour les articles homonymes, voir William S. Burnside (en) et Burnside.
William Burnside (1852-1927) est un algébriste anglais. Ses recherches concernent principalement la théorie des groupes.

## Biographie
William Burnside est né à Londres en 1852. Il fut interne au lycée de Christ's Hospital jusqu'en 1871 puis fut étudiant de St. John's et de Pembroke College à l'université de Cambridge, où il se classa Second Wrangler au tripos de 1875. Les dix années suivantes, il fut maître de conférences à Cambridge, avant d'obtenir la chaire de mathématiques du Royal Naval College de Greenwich. Quoique ce poste le tînt à l'écart des grands centres de recherche mathématique du Royaume, Burnside y conserva une activité soutenue avec plus de 150 articles.
Les premières recherches de Burnside étaient consacrées aux mathématiques appliquées. Leur intérêt fut suffisant pour assurer son élection à la Royal Society en juin 1893. Cette année-là, il commença à s'intéresser à la théorie des groupes finis : le sujet n'était alors guère à la mode en Grande-Bretagne et il lui fallut des années pour le faire reconnaître de la communauté scientifique britannique.

## Travaux
Ses premiers travaux en hydrodynamique le conduisent à étudier les fonctions elliptiques, et de là, à se consacrer à partir de 1894 à la théorie des groupes : son livre de 1897 sur la théorie des groupes finis est toujours un classique.
L'élémentaire « lemme de Burnside », qu'il attribue dans ce livre à Frobenius, avait déjà été découvert par Cauchy. On lui doit par contre, entre autres :
- le théorème de Burnside ;
- le théorème du complément normal de Burnside ;
- la conjecture de Burnside, résolue par Feit et Thompson et
- le vaste problème de Burnside de 1902, dont certaines variantes sont encore ouvertes, mais au sujet duquel il donnait en 1905 un élément de réponse.